# تاندوسبيرون
تاندوسبيرون (بالإنجليزية: Tandospirone)‏ ويعرف بالأسم التجاري سيديئيل (بالإنجليزية: Sediel)‏ وهو عقار مزيل للقلق، مضاد للإكتئاب.

## الاستخدامات الطبية

### القلق والاكتئاب
يستخدم تاندوسبيرون كعلاج للقلق واضطرابات الاكتئاب، مثل اضطراب القلق العام والاكتئاب الجزئي.  

### استخدامات أخرى
كما تمت تجربة تاندوسبيرون بنجاح كعلاج مساعد لدى المرضي المصابين بالفصام.

## آثار جانبية
تشمل الآثار الضارة الشائعة:
- دوخة
- النعاس
- أرق
- صداع الراس
- اضطرابات الجهاز الهضمي

- التأثير السلبي على وظيفة الذاكرة
- انخفاض ضغط الدم (انخفاض ضغط الدم)

- عدم انتظام دقات القلب
- عدم ارتياح
- ضعف حركي

لا يُعتقد أنه يسبب الإدمان ولكن من المعروف أنه ينتج تأثيرات انسحاب خفيفة (مثل فقدان الشهية) بعد التوقف المفاجئ.